# Real Burgos Club de Fútbol
El Real Burgos Club de Fútbol SAD és un club de futbol espanyol de la ciutat de Burgos.
El club va néixer el 4 d'agost de 1983, després de la desaparició del Burgos Club de Fútbol, a partir del filial del mateix, el Burgos Promesas, un cop desvinculat del club.
Deixà de competir la temporada 1995/96, i emprengué de nou l'activitat la temporada 2011/12 fins al 2021 quan cessà de nou l'activitat competitiva.